# 시국선언
시국선언
(時局宣言)은 문제가 되고 있는 사회 현안에 대해 그것을 바로잡기 위해 행하는 선언이나 연설을 말한다. 

## 같이 보기
- 4.19 혁명
- 대통령 직선제 촉구 시국선언
- 2009년 대한민국의 시국선언
- 대한민국 국가정보원 여론 조작 사건에 대한 시국선언
- 한국사 교과서 국정화 반대 시국선언
- 백남기 사건 진상규명 촉구 시국선언
- 박근혜-최순실 게이트 항의 시국선언
- 조국 법무부 장관 퇴진 시국선언